# Trípoli sob o domínio dos Hospitalários
```
   |-
       |
Erro:
:  
valor não especificado para "
nome_comum
"

   |-
       | 
Erro:
:  
valor não especificado para "
continente
"
```

Trípoli foi governada pelos Cavaleiros Hospitalários entre 1530 e 1551. A cidade esteve sob o domínio espanhol que durou de 1510 a 1530 antes de ser concedida como feudo aos Cavaleiros Hospitalários em 1530, juntamente com as ilhas de Malta e Gozo. Os hospitalários tiveram dificuldade em controlar tanto a cidade quanto as ilhas e, de vez em quanto, propuseram mudar sua sede para Trípoli ou abandonar a cidade. O domínio hospitaleiro sobre Trípoli acabou em 1551, quando a cidade foi capturada pelo Império Otomano em 1551 após o Cerco de Trípoli .